# アカディア造山運動
アカディア造山運動（アカディアぞうざんうんどう）は、古生代中期の3億7500万年前から3億2500万年前までの約5000万年間続いた造山運動で、北アメリカのアパラチア北部（ニューヨークからニューファンドランド島までの一帯）で起きた。特に、ニューイングランドからカナダのガスペ半島一帯に最も大きな影響を与えた。アカディア造山運動は単一の出来事ではなく、造山時代のひとつの出来事と考えるべきである。
この造山運動は、アバロニア大陸とローレンシア大陸の衝突によって引き起こされた。